# Ubaldo di Gallura
Ubaldo di Gallura, detto Baldo (... – 1065), è stato Giudice di Gallura e governò all'incirca tra il 1040 ed il 1065.
Anche lui, come il predecessore, mostrò di avere forti legami con Pisa.
Combatté e venne sconfitto da Comita di Torres; il suo successore fu Costantino I di Gallura.